# حسام موافي
حسام أحمد موافى (24 نوفمبر 1959 -) هو طبيب وإعلامي مصري.

## حياته ونشأته
حسام الدين محمد موافي مواليد 24 نوفمبر 1959، في الإسكندرية مصر، درس في مدرسة الأورمان الحكومية، وبعد أن تخرج من الثانوية العامة، ألتحق بكلية الطب جامعة عين شمس، التي رغب بها بعد التخرج. حصل على بكالوريوس الطب والجراحة من جامعة عين شمس عام 1983، ثم حصل على درجة الماجستير في الأمراض الباطنية من نفس الجامعة عام،1987 ودرجة الدكتوراه في نفس التخصص من جامعة الإسكندرية عام 1988.
تزوج من إلهام مطاوع سنة 1988 حتي وفاتها، وهي طبيبة أطفال وأستاذة في كلية الطب بجامعة القاهرة. ولدت في القاهرة عام 1960 وتخرجت من كلية الطب عام 1983 ثم حصلت على درجة الماجستير في طب الأطفال عام 1987 والدكتوراه في نفس التخصص عام 1992، ولديهما طفلان، ابنة اسمها زينة، وابن اسمه أحمد.

## مسيرته
أصبح موافي من الطلبة المميزة في الكلية وعين مدرسا في الجامعة، حيث عرفه الجميع بأسلوبه الذي يحفز ويشجع به المرضى، وهو أستاذ بكلية الطب في جامعة القاهرة، حصل على البورد من دولة بريطانيا منذ نصف قرن، قدم ما يقارب المئة والثمانين بحثا بعدد من للغات المتنوعة، ترأس أحد أعضاء لجنة الترقيات في المجلس الأعلى للجامعات المصرية، عمل عضوا في جمعية أطباء القلب المصريين والعرب.
عمل الدكتور وافي في عدد من المستشفيات الحكومية والخاصة في مصر، كما عمل في عدد من الجامعات المصرية، وشارك في عدد من المؤتمرات الطبية المحلية والدولية.
يشارك موافي في بعض البرامج لتقديم مجموعة مهمة من النصائح التي تتعلق بالسمنة وتجنب مشاكل الصحية الأخرى، يُقدم برنامج تلفزيوني «ربي زدني علمًا» على قناة صدى البلد، ويعمل في قسم أمراض الباطنية والحالات الحرجة بالقصر العيني.

## إنجازاته
- تطوير عدد من الأساليب العلاجية للأمراض الباطنية والكبد.
- نشر عدد من الأبحاث العلمية في المجلات الطبية المتخصصة.
- المساهمة في توعية الجمهور المصري حول الصحة العامة والأمراض.

## مناصب
- أستاذ طب الحالات الحرجة بكلية طب قصر العيني.[12]
- عضو الجمعية المصرية لأمراض الصدر.
- عضو الجمعية المصرية للحساسية والمناعة.
- عضو الجمعية الدولية لأمراض الصدر.
- مشارك في العديد من المؤتمرات الطبية الدولية.
- استشاري أمراض الباطنة والحالات الحرجة.[13]
- رئيس قسم أمراض الباطنة بكلية طب قصر العيني خلال (2003-2007).
- وكيل كلية طب قصر العيني لشؤون الدراسات العليا والبحوث (2007-2011).

### البرامج التلفزيونية
يقدم البرامج التلفزيونية الآتية:
- ربي زدني علما (قناة صدى البلد).[15]
- الطب والناس (قناة النهار).
- الصحة في حياتك (قناة المحور).

## مؤلفات[16]
ألف العديد من الكتب الطبية منها؛
- كتاب أمراض القلب.
- كتاب أمراض الجهاز الهضمي.
- كتاب أمراض الكلى.
- كتاب أمراض الصدر.

## انتقادات
ذاع صيت موافي علي مواقع مواقع التواصل الاجتماعي وتعرض لهجوم شديد، بسبب مقطع فيديو متداول، وهو يقبل يد النائب البرلماني المصري محمد أبو العينين، معتبرين أن الموقف غير لائق بمكانته العالمية، وقال محمد أبو العينين أن ذلك جاء في إطار التعبير عن الاحترام والتقدير، عقب قيامه بإلقاء خطبة في عقد قران ابنة موافي، والتي أشاد به بخطبته كثيرا.

## جوائز
- جائزة أفضل طبيب إعلامي من نقابة الأطباء المصرية.
- جائزة أفضل برنامج طبي من مهرجان الإعلام العربي.